# Shining Tears X Wind
Shining Tears X Wind (シャイニング・ティアーズ・クロス・ウィンド Shainingu Tiāzu Kurosu Windo) es un anime japonés basado en los videojuegos Shining Tears y Shining Wind de Sega para PlayStation 2. Shining Tears X Wind nos presenta una versión adaptada de la historia de Shining Wind, viendo a través de la perspectiva de Souma. Está dirigida por Hiroshi Watanabe y producida por Studio DEEN. La serie se comenzó a emitir en Japón el 6 de abril de 2007 y acabó de emitirse el 29 de junio de 2007. El anime tiene los mismos temas en el opening y ending que el juego Shining Tears. Una secuela de este es el juego para móviles titulado Shining Wind X, el cual se sacó en enero del 2008.

## Argumento
Un grupo de estudiantes del St. Luminous College está investigando las misteriosas desapariciones que están ocurriendo en todo Tatsumi Town. Un estudiante que estaba buscando un libro titulado 'End Earth', el cual describe un mundo alternativo, también desaparece misteriosamente. Cuando Mao, un ser del otro mundo, entra en el mundo de los estudiantes para buscar a su amigo Zero, ella se une a Souma y a Kureha para luchar contra un monstruo que también llegó al mundo de ellos. Justamente cuando las cosas parecían ir bien, un accidente tele transporta a Souma y Kureha al otro mundo. Para hacer las cosas más complicadas, Zero se aparece a los dos afirmando que él ahora le confiará el mundo a Souma. Mientras ellos viajan por este mundo nuevo, encuentran amigos familiares y enemigos, y comienzan a darse cuenta de que volver a su propio mundo va a ser más duro de lo que ellos pensaron al principio. 
En End Earth comienza una guerra en torno a un objeto legendario llamado "El Sagrado Grial". Zero luego cuenta a Souma que el mundo acabará si Zeroboros, el guardián del tiempo y del espacio, despierta. Este guardián usará a cualquiera para ganar en la guerra como si fuera su cuerpo.

## Personajes
PRINCIPALES
Souma Akizuki (秋月 蒼真 Akizuki Souma?)
- Doblado por: Soichiro Hoshi

Un atlético estudiante quien, junto con Kureha, fue transportado a End Earth. Al principio de la serie, Souma tenía sentimientos por Kureha, a pesar de saber que ella tiene sentimientos por Kiriya, a veces él se molesta con Kiriya por no darse cuenta de sus sentimientos hacia él. Luego confiesa su amor por ella, que al parecer no es mutuo, poco antes de ser transportado al otro mundo. Después de ver la presunta muerte de Kureha, Souma fue capaz de sacar una espada legendaria del cuerpo de Kureha. Souma resulta ser un 'Soul Blader', que es una persona que puede formar una espada del corazón de cualquier persona que comparta emociones similares. A diferencia de Kureha, Souma prefiere quedarse en End Earth, ya que cree que es el lugar adecuado para él y él piensa que él podría estar "juntos" con Kureha en End Earth. Más tarde, después de que Souma y Kureha se reúnen con Kiriya y Seena, se aparta del grupo, dejando a Kiriya y Seena para cuidar de Kureha, dándose cuenta de que ella no sentía lo mismo por él y por lo tanto decidió dejar de utilizar el corazón de Kureha como una Soul Blade, ya que sabía que su corazón sentía algo por Kiriya. Por lo tanto, utiliza temporalmente una Katana cuando no hay Soul Blades alrededor para que el utilizar.
Cuando Souma y Kureha estaban entre dimensiones, fueron recibidos por Zero, que le confió a Souma la protección de todo el mundo desde entonces.
Después de su segunda reunión con Zero, recibe uno de los anillos del dragón Gemelas, y comienza a ver el mundo de una manera completamente nueva. Su actitud también cambia de un estado de erupción y emocionales, a tener una actitud calmada y comprensiva. Souma se convierte en una especie de mediador, no teniendo ningún lado, y viaja con Lázaro, Ryuna, Elwyn, y Blanc Neige, en su misión de proteger y salvar al mundo. Después de expresar su deseo de unirse a Weissritter, es nombrado como su líder proxy. Al final, después de ver la cara triste y llorosa de Mao, se da cuenta de sus verdaderos sentimientos por Mao y sus sentimientos hacia él. Souma entonces decide renunciar a su oportunidad de regresar a su propio mundo y decide quedarse con Mao y Weissritter.
Del resto de los personajes, Souma fue capaz de extraer de las hojas de la mayoría de Alma, habiendo elaborado a partir de hojas de Kureha, Hiruda, Kiriya, este último de hecho posee su Santo Grial, y también de todos los miembros actuales de Weissritter.
Mao (マオ Mao?) 
- Doblada por: Chiwa Saitō

Tiene una cuarta parte de animal, de modo que tiene un par de orejas felinas. Es, también, la Princesa de Bestia. Viajó al mundo de Souma buscando a Zero. En el proceso, accidentalmente, envió a Souma y a Kureha a su mundo. Previamente, vio a Xion cerca de los cadáveres de Lazarus y Ryuna. Desde que Xion se fue volando sin darle explicaciones y decirle que había sido poseído por Zeroboros, Mao ha estado muy confusa y en estado de shock. Esto provocó su búsqueda detrás de Zero, a quien en su país ha colocado en la lista de asesinos buscados por matar a la sacerdotisa Ryuna. Aunque explica que así será más fácil para ella encontrarlo. Mao también es la verdadera líder de los Weiss Ritter. Souma es capaz de extraer de ella una Espada Alma con las propiedades del fuego, la Espada Rey Bestia: Danza de Llamas del Rey León (Beast King Sword Lion King's Flame Dance [獣王剣 獅子王炎舞 Jūōken Shishiō Enmu?]). Su particular Espada Alma se convierte en la preferida de Souma. Sus sentimientos por Souma son revelados cuando ella llora porque Souma está a punto de marcharse. Esto lo conmueve y decide quedarse allí en End Earth

### Mundo Real (Elde)
Touka Kureha (呉羽 冬華 Kureha Touka?)
- Doblada por: Yui Horie

Una estudiante que también pasa a trabajar en un santuario como una Miko o Shinto sacerdotisa. Kureha es experta en las técnicas de arco, o Kyudo. Ella fue transportada a End Earth con Souma después de ayudaron a Mao a derrotar a un monstruo. A su llegada, fue atacada por monstruos y murió presumiblemente. Afortunadamente, ella se reveló ilesa después de Souma sacó una espada de su cuerpo, la  Espada Espiritual Flor de Nieve de Luna  ( 霊 剣 雪 月华   Ryoken Setsu Getsu Ka?). Después de la pelea entre Kiriya y Souma, ella se une a Kiriya y los otros Caballeros Luminosos. Kiriya también puede sacar una espada de ella, la  Espada Espiritual Ardiente Sunlight  ( 霊 剣 日 轮 烈 光   Ryoken Nishirin Rekko?).
Kureha tiene sentimientos por Kiriya, pero nunca se los expresa a él. Al final, ella regresa a su propio mundo, junto con Kiriya y Seena.
Kaito Kiriya (霧谷 魁斗 Kiriya Kaito?) 
- Doblado por: Akira Ishida

Es un alumno tranquilo y tímido que recibe un mensaje desde End Earth de una mujer elfa. Cuando él se lo cuenta a sus amigos, el grupo rechaza la idea de un mensaje pues ellos creen que solo fue un sueño. Kiriya es un hábil espadachín, extendiéndose su técnica desde el kendō hasta la esgrima. Se ha dicho que nadie puede ganarle si él está peleando seriamente. Los pétalos de cerezo de su colegio lo teletransportó a él y a Seena hasta End Earth, justo después de Souma y Kureha, llevando con ellos también el edificio completo. Llega a ser caballero y guerrero para un grupo independiente de mercenarios llamados ‘Los Caballeros Luminous’ (The Luminous Knight), el cual está encabezado por Seena.
Como Souma, Kiriya es también un Espadachín de Almas que usa el “corazón” de Seena como espada. Kiriya no es consciente de los sentimientos de Kureha y Seena hacia él, esta última era su amiga desde la niñez. Después creará fuertes lazos con una elfa llamada Xecty quien, más tarde se descubrirá que es una recreación artificial de la Reina de los Elfos. Hasta la muerte de Xecty, él estaba seguro de su misión que consistía en que Saionji admitiera la derrota. Desde el principio de la guerra, su actitud cambiaba y pasaba de ser tímido y tranquilo a tener un comportamiento agresivo y a dejarse llevar por las emociones, ve que peleando es la única manera de ganar (es un cambio de carácter completamente opuesto al de Souma).
Luego es revelado por mantener el Grial Sagrado de Souma, la Espada Alma Última (Ultimate Soul Blade [究極心剣 Kyūkyoku Shinken?]) de Souma. La persona que porta su Grial Sagrado es Xecty.
Al final, él elige regresar a su mundo junto con Kureha y Seena.
Kanon Seena (椎名 夏音 Shiina Kanon?) 
- Doblada por: Nana Mizuki

Es una estudiante que pertenece al Consejo Estudiantil como los otros personajes. Ella, junto con Kiriya, es transportada a End Earth poco después de Kureha y Souma. Desde el momento de su llegada, Seena y Kiriya forman un grupo independiente mercenario llamado The Luminous Knights (Los Caballeros Luminosos), con Seena como líder. Ella deja a Kiriya que use su corazón como espada solo para permitirle pelear, es la Espada Alma Pistola Cañón (Gun Sword Blade Cannon [砲剣　ブレイドカノン Hōken Bureido Kanon?]).
Seena también es muy habilidosa en la esgrima.
Al final, ella regresa a su mundo junto con Kiriya y Kureha.
Haruto Saionji (西園寺 春人 Saionji Haruto?) 
- Doblado por: Ryōtarō Okiayu

Es el heredero de una familia rica y el presidente del Consejo Estudiantil. Junto con Hilda, son teletransportados a End Earth antes que los otros personajes principales. Cuando se encuentra por primera vez con sus viejos amigos en End Earth, se muestra como su enemigo. Llega a ser el emperador de Baelgard y utiliza el nombre de “Traihard”.
Como Souma y Kiriya, también es un Espadachín de Almas y puede extraer espadas de los cuatro guardianes de Baelgard, lo cual incluye a Hilda Leiah. Viendo a los  “elegidos”,
de la oscuridad. Sus planes, no obstante, son frustrados por la liberación de energía oscura de Kill Rain. Después de que Hilda vuelva a ser como antes, intenta salvarle cuando él está unido a la torre oscura, poniendo su vida en peligro. Es este momento cuando Saionji se da cuenta de los verdaderos sentimientos de la chica hacia él y, a cambio, él también parece desarrollar sentimientos por ella, resultando así ser capaz de extraer de su corazón su Grial Sagrado.
Al final, él decide quedarse en End Earth junto con Hilda, Xecty y Jin Crow in Baelgard, para restaurar al bosque la gloria que tuvo en la antigüedad.
Saionji es un espadachín extremadamente talentoso, era capaz de derrotar a Kiriya en un duelo con espadas normales.
Leiah Hilda (蛭田 麗亜 Hiruda Reia?) 
- Doblada por: Kumi Sakuma

Es una chica aparentemente inocente y tranquila que tiene mucho cariño a Saionji. Ella se encuentra el libro que le permite a ambos ser llevados a End Earth. Aunque quiere seguirle, no quiere ser devorada por la oscuridad así que desarrolla una segunda personalidad oscura, una que hará todas las cosas que no quiere hacer. Así llega a ser uno de los cuatro guardianes de Baelgard, la Alquimista del Fuego Infiernal (Hellfire Alchemist), Hilda Leiah. Su alter ego prefiere la zona oscura e incluso traiciona a Saionji poniéndose del lado de Kill Rain después de que éste absorbiera el ejército oscuro de elfos. A veces, hace experimentos con algunos elfos volviéndolos soldados autómatas de Baelgard. Su oscura Espada Alma se llama Espada Mítica Bestia Mysteltain (Mythical Beast Sword Mysteltain [妖獣剣　ミストルティン Yōjūken Misutorutin?]). Destruyendo la espada alma de la maligna personalidad era la única manera de traer de vuelta a la original Hilda Leiah.
La personalidad buena contiene el Grial Sagrado de Saionji: la Última Espada Alma (Ultimate Soul Blade [究極心剣 Kyūkyoku Shinken?]), el cual era el instrumento para derrotar a Er Fahren. Ella decide quedarse en End Earth junto con Saionji, Xecty y Jin-Crow en Baelgard para devolverle al bosque su antigua gloria.

### End Earth

#### País de Valeria

##### Caballería Mercenaria de los Weiss Ritter
Zero (ゼロ Zero?) 
- Doblado por: Soichiro Hoshi

Zero es Xion, o lo que queda de su alma. Sus alas representan las dos identidades dentro de su cuerpo, la negra recuerda a Zeroboros y la blanca, lo que queda de Xion, pero precisamente por todas estas causas, Xion ya no existe más. Parece ser que Zero fue a Elde para encontrar a alguien capaz de remplazarlo a él como Guardián de End Earth. Más tarde, elige a Souma y después de conocerse entre los dos mundos, Zero decide confiarle el mundo, otorgándole a Souma uno de los Anillos Dragones Gemelos y diciéndole que lo usara para ver el "verdadero" mundo.
Zero se mantiene lejos de Mao pues algún tiempo atrás él mató, aunque sin el propósito de hacerlo, a Ryuna (ella se empaló con su espada) para destruir a Zeroboros que vivía dentro de ella, pera esta energía en vez de poseerlo, le hizo brotar alas negras de su espalda. Durante el altercado, Xion también mató a Lazarus. No fue hasta la llamada de Mao, en la que Xion comenzó a luchar contra la posesión de Zeroboros, volviendo así blanca una de sus alas negras, debido a un trozo del alma de Xion que quedaba dentro de él. Más tarde, aceptaría que ya no sería más un humano y revivió a Ryuna y Lazarus usando las cápsulas en las Ruinas del Rey Dragón del Mar.
Decide abandonar el grupo y actualmente se encuentra observando el mundo y le confía a Souma que continúe protegiendo el mundo en su lugar.
.Ryuna (リュウナ Ryuuna?) 
- Doblada por: Misato Fukuen

Sacerdotisa del Santuario de Etwarl que cree en Souma. Zeroboros vivía dentro de ella, y Ryuna, para pararlo, solo se le ocurrió la opción de suicidarse tirándose sobre la espada de Xion. Más tarde, fue resucitada por Zero, junto con Lazarus. Souma es capaz de extraer de su interior un espadón llamado Espada del Sagrado Dragón: Arbusto Nube Celestial (Holy Dragon Sword Heavenly Cloud Bush [聖龍剣　アマノムラクモ Seiryūken Amanomurakumo]). Tiene el poder de paralizar a los enemigos con una luz cegadora.
Lazarus (ラザラス Razarasu?) 
- Doblado por: Yoshinori Sonobe

Nota: Aunque en la versión japonesa es traducido como Razalus, la traducción oficial inglesa es Lazarus. 
Miembro de las tribu Dragoniana que juró proteger a Souma. También es amigo de Ryuna, quien conocía las intenciones de Zero. Fue asesinado por Xion cuando estaba poseído por Zeroboros, pero más tarde es resucitado por Zero, junto con Ryuna. Souma es capaz de extraer de él una enorme espada de una sola hoja llamada Hoja del Dragón Sagrado, Sólida Atrocidad (Holy Dragon Blade Solid Outrage [聖龍刀 逆鱗金剛 Seiryūtō Gekirinkongō``?]).
Elwyn (エルウィン Eruuwin?) 
- Doblada por: Ryou Hirohashi

Nota: Aunque en la versión japonesa el nombre es traducido como Elwing, la oficial inglesa es Elwyn.
Vieja amiga de Zero de raza elfa es, también, la princesa de Fontina. Elwyn viaja ahora con Souma y ha mencionado que matará a Zero si abusa de sus poderes. Souma es capaz de extraer de ella una espada con los poderes de los relámpagos, la Espada Viento Trueno Trae Relámpagos (Wind Thunder Sword Blitzbringer [風雷剣　ブリッツブリンガー Kazeraiken Burittsuburingā?].
Blanc Neige (ブラン•ネージュ Buran Nēju?) 
- Doblada por: Ayako Kawasumi

Antigua amiga de Zero y la Hechicera del Hielo que vive en una casa de hielo y se ducha con hielo. También es la princesa de Runevale. Está considerada una belleza pero es a menudo fría hacia los demás. Souma es capaz de extraer una espada con las propiedades del hielo y de la nieve, la Espada de Nieve Helada Cristal de Diamante (Ice Snow Sword Glass-Diamond [氷雪剣　グラスディアマンド Hyōsetsuken Gurasu Diamando?)].
Por razones inexplicables, los restantes miembros del Weiss Ritter: Dr. Pios, Volg, Cupido y Keiner no aparecen en el anime. Aunque de acuerdo con el final de Volg en Shining Tears, Volg ya estaría jubilado.

#### País de Liberia

##### El sagrado Reino de Philias
Clalaclan Philias (クララクラン・フィリアス Kurarakuran Firiasu) 
- Doblada por: Ayako Kawasumi

Princesa y Sacerdotisa de la Torre del Sol de Philias.
Caris Philias (カリス・フィリアス Karisu Firiasu) 
- Doblado por: Umeka Shouji

Príncipe de Philias así como el futuro rey y hermano menor de Clalaclan. Fue víctima de una maldición de Shumari, la cual lo dejó enfermo y muy débil pero posteriormente fue curado por Houmei. En el último episodio es proclamado rey de Philias.
Raidel (ライデル Raideru) 
- Doblado por: Hirohiko Kakegawa

Sacerdote de Seiran.

##### Naciones de Comercio Unidas de Seiran
Rouen (ロウエン Rouen) 
- Doblado por: Daisuke Matsuoka

El Rey de Seiran. Antes de llegar a ser rey era el capitán de una tripulación pirata, pero sus grandes convicciones y su buen corazón le hicieron ganar el respeto de todos los hombres bestias. En el último episodio, se vuelve capitán de nuevo dejando el trono a Hyouun. En el juego, se une a los Weiss Ritter.
Shumari (シュマリ Shumari) 
- Doblado por: Tetsuharu Ohta

Canciller de Seiran que tiene la apariencia de un zorro de nueve colas. Él es el responsable del asesinato de la reina de Astraea y de la maldición que padece Caris. Más tarde, lo mata la Fortaleza movible de Baelgard, ‘Eisen Sarg’, justo cuando estaba a punto de matar a Souma.
Raihi (ライヒ Raihi) 
- Doblado por: Naoki Imamura

Uno de los cinco generales de Seiran. Es un guerrero con aspecto de tigre. Es muy buen amigo de Hyouun. Está muy orgulloso de sus habilidades como guerrero.
Basou (バソウ Basou) 
- Doblado por: Takahiko Sakaguma

Uno de los cinco generales de Seiran. Es un guerrero centauro de carácter tranquilo. Actúa como Rey sustituyendo a Rouen en su ausencia.
Enu (エンウ Enu) 
- Doblado por: Kazunari Tanaka

Uno de los cinco generales de Seiran. Este guerrero tiene apariencia de pájaro.
Kouryu (コウリュウ Kouryuu) 
- Doblado por: Kunihiro Kawamoto

Uno de los cinco generales de Seiran. Es un guerrero con apariencia de tortuga y su arma es un arco. Cuando está sobrio, es muy comprensivo, sin embargo, cuando está ebrio se pelea con cualquiera sin razón aparente.
Hyoun (ヒョウウン Hyouun) 
- Doblado por: Hiroki Yasumoto

Uno de los cinco generales de Seiran. A él se le encomendó la tarea de vigilar a Houmei. Está considerado extraoficialmente parte de los Caballeros Luminosos debido a su participación con Houmei, la cual resulta ser su hermana mayor. Se enamoró de las chicas humanas, particularmente de Kureha y Seena. Pero tuvo que mantener esos secretos para él debido a la intervención de Houmei. En el último episodio, es proclamado rey de Seiran.
Houmei (ホウメイ Houmei) 
- Doblada por: Chiwa Saitō

La Sacerdotisa de la Torre Del Agua de la Lluvia de Seiran. Hace siglos, trató de destruir el mundo, debido a esto fue encarcelada en las tierras prohibidas de Konron. Más tarde se unió a los Caballeros Luminosos como estratega. A pesar de su apariencia, tiene 3000 años.
En el juego, ella es de la misma raza dragon que Hyouun aunque no se parece a él. Un evento en el juego explica la conexión. En el anime se refieren a ella como si fuera una elfa.

##### Imperio Alquimia Demoníaca de Baelgard (Forma El Reino Élfico de Astraea)
Ein Xecty (ゼクティ アイン Zekuti Ain)
- Doblada por: Houko Kuwashima

Es una de los cuatro guardias de Baelgard. Es una forma de vida artificial creada por Hilda, utilizando un arma antigua como base. De hecho, es la hermana de KillRain, Celestia, pues Hiruda hizo el cuerpo de Xecty utilizando las células de Celestia, pero luego el cuerpo terminó infectándose por la oscuridad y Hilda creó una materia oscura para absorber las fuerzas de la oscuridad, previniéndola de la infección adicional.
Durante un duelo con Kiriya, un terremoto hace que los dos caigan en una caverna. Kiriya conversa con Xecty y le habla acerca de la importancia de la esperanza y de creer en uno mismo, formándose así un estrecho vínculo entre ellos. Más tarde, durante la lucha entre Kiriya y Saionji, ella se pone en el centro y es apuñalada por Saionji, sacrificando su vida para poner fin a la guerra. Le explica que lo hizo para dar esperanza al mundo, y que Kiriya es su esperanza. Su espíritu se une al viento, como una manera de proteger a ambos. Más tarde revivió por una de las vainas de las Ruinas del Rey Dragón del Mar y se une a los Caballeros Luminosos. También se convierte en la sacerdotisa de la Torre del Viento de Astraea. Su Espada Alma se llama Espada de los Emperadores Excelion (Sword of Emperors Excelion 剣 帝 エクセリオン Kentei Ekuserion). Xecty también contiene el Santo Grial de Kiriya, que él le puede extraer a través de su Última Espada Alma (Ultimate Soul Blade 究 极 心 剣 Kyūkyoku Shinken).
Ella decide quedarse junto a Saionji, Hiruda, y Jin-Crow en Baelgard, para restaurar al bosque la gloria que tuvo en la antigüedad.
Zeed (ジード  Jido)
- Doblado por: Takeshi Kusao

Uno de los cuatro guardianes de Baelgard. También es inmortal gracias a un contrato con su espada demonio. Él es, de hecho, el último príncipe de Philias, Leon, aunque ahora está bajo el control de su espada demonio. Su Espada Alma se llama Espada Sagrada Armadura Balmunc (Holy Armor Sword Balmunc 聖 鎧 剣 バルムンク  Seigaiken Barumunku), y tanto la espada como la armadura son similares a las utilizadas por Leon. Fue derrotado, más tarde, por Souma, lo que conlleva que el espíritu de León se libere del control de la espada del demonio.
KillRain (キルレイン Kirurein)
- Doblado por: Takashi Kondo

Uno de los cuatro guardianes de Baelgard. Originalmente era un elfo normal y amable, hasta que fue infectado por la oscuridad. A pesar de que es el hermano de la reina de Astraea, Celestia, le ocultó a Xecty la información acerca de sus verdaderos orígenes. Ha demostrado poseer una inmensa energía oscura, como se muestra después de la muerte Xecty cuando él lanzó dicha energía como una explosión de gran alcance que dejó a casi toda Liberia bajo una tormenta de nieve helada. Su ira lo llevó a culpar a todas las almas que viven, y después de controlar el ejército de elfos oscuros de Baelgard planea destruir todo lo existente. Su alma pudo ser liberada gracias a la combinación de poderes de los santos griales de Souma, Kiriya y Saionji. Junto con su hermana Celestia, decide quedarse y ser sellados en la otra dimensión.
Su Espada Alma se llama Espada Demonio Arma Gallatin (Demon Gun Sword Gallatin 魔 砲 剣 ガラティン Mahōken Garatin), una espada gigante capaz de disparar rayos láser. A diferencia de los demás, Killrain se transforma en una espada gigante, en lugar de tener la espada de su interior.

#### Otros
Jin-Crow (ジン クロウ Jinkurou)
- Doblado por: Hisao Egawa

Un misterioso hombre-pájaro. Jin-Crow era un amigo de KillRain antes de que éste fuera infectado por la energía oscura. Y aún se puede ver en su compañía, pero Jin busca una manera de ayudar a su amigo a superar la oscuridad. Le da a Kiriya la ubicación de las armas antiguas y más tarde escoltará al grupo de Kiriya hasta la ciudad de Bestia. En el pasado, él, KillRain y León, el hermano mayor de Clalaclan, juraron la paz a los países, pero la conspiración de Shumari arruinarían sus planes. De ese modo decide convertirse en el protector de Xecty. Junto con Saionji, Hiruda y Xecty, están ocupados devolviéndole al bosque su antigua gloria.
El Eterno Canto del Bosque (久遠 の 森 の 詠み手 Kyūen no Mori no Eimishu)
- Doblada por Houko Kuwashima

Es una misteriosa chica elfa que habló con Kiriya través de los sueños. Ella se reveló más tarde como el espíritu de Celestia, la reina elfa de Astrarea, cuyas células se utilizaron para crear Xecty. Con su ayuda, Xecty se convierte en la sacerdotisa de la Torre del Viento de Astraea. Ella decide estar con su hermano, el alma liberado de KillRain, y son sellados juntos en la otra dimensión.
Lassi (ラッシィ Rasshii)
- Doblado por: Junko Hagimori

Un tipo un poco extraño que guio a Souma y a Elwyn a través de la tormenta de nieve helada. Guio al grupo hasta Celestia a través de una abertura secreta en el bosque al norte de Philias. Allí él se muestra como el Rey Espíritu del Viento. Tiene una gran afinidad hacia los elfos que raramente se puede explicar. Después de que Celestia se marchase, se une a Xecty en Baelgard para ayudarla a devolverle al bosque su antigua gloria.

## Espadachines de Almas
He aquí una lista de todos los Espadachines de Alma conocidos, del juego Shining Wind y del anime. 

### Souma
Kureha: Espada Espíritu Snow Flower Moon (霊 剣 雪 月华 Ryōken Ka Setsu Getsu?) 
Ryuna: Dragon Sword Santo Celestial Cloud Bush (聖 龍 剣 アマノムラクモ Seiryūken Amanomurakumo?) 
Elwyn: Tormenta de viento Blitzbringer Espada (風 雷 剣 ブリッツブリンガー Burittsuburingā Kazeraiken?) 
Blanc Neige: la nieve de hielo Espada de Cristal-Diamond (氷雪 剣 グラスディアマンド Diamando Gurasu Hyōsetsuken?) 
Lazarus: Indignación Santo Dragon Blade Sólidos (圣龙 刀 逆鳞 金刚 Seiryūtō Gekirinkongō?)
Mao: Danza Espada Rey Bestia Rey León de la llama (獣 王 剣 狮子王 炎 舞 ENMU Jūōken Shishio?) 
Kiriya: Blade Alma Ultimate (究 极 心 剣 Shinken Kyūkyoku?)

### Kiriya
Seena: Espada Pistola Cañón Blade (砲 剣 ブレイドカノン Hoken Bureido Kanon?) 
Kureha: La luz del sol Espíritu Ardiente Espada (霊 剣 日 轮 烈 光 Ryōken Rekko Nishirin?) 
Clalaclan: Espada Caladbolg Demonio (魔 剣 カラドボルグ Karadoborugu Maken?) 
Caris: Excalibur Espada Sagrada (聖 剣 エクスカリバー Ekusukaribā Seiken?) 
Houmei: abanico de la cola del dragón Deva Espada (仙 剣 竜 尾 扇 Bisen Senken Ryu?)
Hyoun: Espada del tesoro del dragón del cielo Siete Colmillos (宝 剣 七天 竜 牙 Hoken Shichi Tenryū Ga?)
Rouen: mítico Blade Celestial Tidal Wave (魔 砲 剣 ガラティン Yoto tsunami Ama?) 
Jin-Crow: Espada de Aves Echna Cielo (天 剣 エクナバード Tenken Ekuna Bado?) 
Xecty: Arco Dios Lanza Espada Brionac (神 槍 弓 剣 Buryūnaku ブリューナク Kamisōkyūken?)

### Traihard
Xecty: Espada de Excelion emperadores (剣 帝 エクセリオン Ekuserion Kentei?) 
Hildareia: Mysteltain mítica Espada Bestia (妖獣 剣 ミストルティン Misutorutin Yōjūken?) 
Zeed: Balmunc Santo Espada Armadura (聖 鎧 剣 バルムンク Barumunku Seigaiken?)
Killrain: Arma Gallatin Espada Demonio (魔 砲 剣 ガラティン Garatin Mahōken?) 
Reia Hiruda: Blade Alma Ultimate (究 极 心 Shinken Kyūkyoku 剣?)

## Lista de episodios
| # | Título                                                                | Estreno             |
| --- | --------------------------------------------------------------------- | ------------------- |
| 01 | «Hoy X El Otro Mundo» «Gendai Kurosu i Sekai» (現代×異世界)           | 6 de abril de 2007  |
| Un grupo de estudiantes están preocupados por las misteriosas desapariciones que están sucediendo en todo Tatsumi Town. Un ser de otro mundo complica la vida de dos estudiantes y, accidentalmente, los envía al otro mundo. |                                                                       |                     |
| 02 | «Corazón X Espada» «Kokoro Kurosu Ken» (心×剣)                        | 13 de abril de 2007 |
| Souma y Kureha se familiarizan más con End Earth, el continente del sueño. A medida que son recibidos por la población del territorio de Seiran, se enteran de que va a comenzar una batalla contra el territorio de Philias y esto empuja a los dos estudiantes ala batalla. Los dos se sorprenden cuando se dan cuenta de que sus enemigos son sus propios amigos, Kiriya y Seena. |                                                                       |                     |
| 03 | «Amigo X Amor» «Tomo Kurosu Koi» (友×恋)                              | 20 de abril de 2007 |
| A pesar de que Souma se dio cuenta de que el enemigo contra el que tenía que luchar era Kiriya y Seena, comienza a luchar Kiriya a pesar de la amistad que los unía. Kiriya se niega a luchar en serio contra él y trata de razonar con Souma, diciéndole que el pueblo de Seiran lo engañó, y en ese momento Shumari captura a Kureha utilizándola como rehén. El grupo, entonces, se une para rescatar a Kureha. |                                                                       |                     |
| 04 | «Misión X Compañero» «Shimei Kurosu Nakama» (使命×仲間)               | 27 de abril de 2007 |
| La desaparición de Souma molesta y preocupa al grupo, pero pronto se dan cuenta de que tienen un problema aún más grande. Se encuentran con un viejo amigo que está al mando controlando un gran ejército, proclamándose así mismo Emperador de Baelgard. Mientras tanto, Souma se reúne con Zero en un encuentro cara a cara. |                                                                       |                     |
| 05 | «Elfo X Elfo» «Yousei Kurosu Yousei» (妖精×妖精)                      | 4 de mayo de 2007   |
| Durante la batalla entre Kiriya y Xecty, uno de los cuatro guardianes de Saionji produce un terremoto, causando que los dos guerreros cayeran en una caverna subterránea y quedaran atrapados. Mientras tanto, Souma y su nuevo grupo llegan a través de Baelgard a un campamento militarizado, en donde los elfos son convierten en soldados autómatas para Baelgard. |                                                                       |                     |
| 06 | «Arena Caliente X Hielo y Nieve» «Nessa Kurosu Hyousetsu» (熱砂×氷雪) | 11 de mayo de 2007  |
| Una enloquecida Xecty consigue escapar de su celda, localiza a Kiriya y lo ataca, pero se recupera del ataque gracias a Hiruda, que nuevamente ha recuperado su personalidad original después de que la Espada Alama de su alter ego fuera derrotada por Souma. |                                                                       |                     |
| 07 | «Viento X Lágrimas» «Kaze Kurosu Namida» (風×涙)                      | 18 de mayo de 2007  |
| Souma intenta de negociar un arreglo pacífico entre los partdarios de Kiriya y de Saionji, pero falla. Como Kiriya y Saionji se enfrentan en una guerra total, sólo el sacrificio Xecty puede detenerlos, pero este acto tiene consecuencias imprevistas. |                                                                       |                     |
| 08 | «Weiss Ritter X Zero» «Shiro Kishi Kurosu Rei» (白騎士×零)            | 25 de mayo de 2007  |
| Después de que Souma sea rescatado por Zero, éste le revela su pasado como miembro del grupo Weiss Ritter y le cuenta varias historias acerca de su vida. Al mismo tiempo, los Luminous Knight (los Caballeros Luminosos) y Jin-Crow llegan a Valeria y se encuentran con Mao. |                                                                       |                     |
| 09 | «Desesperación X Esperanza» «Zetsubou Kurosu Kibou» (絶望×希望)       | 1 de junio de 2007  |
| La muerte de Xecty provoca que KillRain liberere una inmensa fuerza oscura, la cual lo hace volverse loco y lo ciega con sed de venganza. Mediante el control del ejército de los elfos de Baelgard comienza a destruir todo lo existente, y después se va persiguiendo a Saionji. Antes de que Saionji se involucrara en la batalla con Killrain, le confió a Souma una cápsula que según él contenía la "esperanza" del mundo. Mientras tanto, Mao se encuentra con Blanc Neige y promueve la búsqueda de Zero y Souma. |                                                                       |                     |
| 10 | «Reencuentro y vínculo afectivo» «Saikai Kurosu Kizuna» (再会×絆)     | 8 de junio de 2007  |
| Souma inesperadamente se reunió con todos sus amigos. La reunión comienza con Souma guiando al deprimido Kiriya hacia un encuentro con la "esperanza" del mundo. Souma y Mao se ponen al día y hablan de Zero, que al mismo tiempo, secretamente, escuchaba la conversación y por ese motivo decidió apartarse de su presencia. Más tarde, Mao y Souma luchan juntos contra Zeed. |                                                                       |                     |
| 11 | «Espíritu X Bruja» «Seirei Kurosu Majo» (精霊×魔女)                   | 15 de junio         |
| Lassi guía al grupo en su conjunto hasta donde se encuentra el elfo que Kiriya vio en sus sueños. Xecty se convierte en la sacerdotisa de la Torre del Viento, pero las acciones que Killrain había llevado a cabo le impedía por completo la liberación de energía de la torre. El grupo decide ahora asaltar la fortaleza de KillRain y liberar a Saionji, cuyo poder les puede ayudar para restaurar la energía de la torre del viento. En el proceso, Souma y sus amigos consiguen devolver a la normalidad a Hiruda mediante la destrucción de su Espada Alma, y ella a cambio ayuda al grupo llevándolo a Killrain y Saionji. |                                                                       |                     |
| 12 | «Luz X Oscuridad» «Hikari Kurosu Yami» (光×闇)                        | 22 de junio de 2007 |
| Después de llegar al lugar destinado, el grupo se separa, centrándose en el rescate de Saionji. Después de luchar en su camino hacia la Saionji, el grupo es incapaz de perforar la barrera que le rodea hasta que Hiruda llega y consigue eliminarla. Mientras tanto, KillRain ha sido poseído por la energía oscura que liberó y se ha convertido en Er Fahren. Más tarde, cada uno de los tres Espadachines de Almas descubre que su "Santo Grial" reside es su interior. |                                                                       |                     |
| 13 | «Mundo X Corazón» «Sekai Kurosu Kokoro» (世界×心)                     | 29 de junio de 2007 |
| Al combinar el poder de las tres Espadas Almas Ultimates, los espadachines son capaces de derrotar a Er Fahren y liberar el alma de Killrain. Killrain y Celestia son sellados juntos. Saionji y Hiruda decide quedarse atrás para ayudar a restaurar los bosques de Baelgard. Usando poder de su Espada Alma Ultimate, Souma es capaz de abrir el camino hacia su propio mundo. Pero después de ver la cara llorosa de Mao, Souma decide quedarse en End Earth dejando sólo Kiriya, Seena y Kureha para volver a su propio mundo.                                                                                                  |                                                                       |                     |

## Curiosidades
- En el episodio 2 Touka Kureha usa el mismo kimono de sacerdotisa que Kikyo de Inuyasha.
- El símbolo que tiene Hilda en su collar y sombrero es la Trifuerza que aparece en The Legend of Zelda.
- Elwyn es parecida a Tiffanya Westwood de Zero no Tsukaima.
- Souma es un buen espadachín y un simplón como Gourry Gabriev

## Música
Tema de abertura
- "Shining Tears"
Lyrics por: Natsuko Kondo
Composición y arreglos por: Gou Takahashi
Cantada por: Soichiro Hoshi

Tema de cierre
- "Hikari no Shiruetto" (光のシルエット La silueta de la luz)
Lyrics por: Yurie Kokubu
Composición y arreglos por: Masaki Iwamoto
Cantada por: Soichiro Hoshi

## Personal
- Trabajo original: SEGA
- Director: Hiroshi Watanabe
- Composición de la serie: Hiro Masaki
- Guion: Hiro Masaki
- Música: Kei Haneoka
- Concepto Original: Sawada Tsuyoshi
- Diseño Original de Personajes: Tony Taka
- Diseño de personajes: Mariko Emori, Yukiko Ban
- Director de Arte: Michiyo Miki
- Director de Fotografía: Shinya Kondou
- Productor: Masahiro Nakayama
- Productor de la Animación: Masahiro Toyosumi
- Color Marco: Shinji Matsumoto
- Edición: Masahiro Matsumura
- Director musical: Fumiko Harada
- Planificación: Tsuyoshi Sawada
- Director de sonido: Ayako Misawa
- Compañía de animación: Studio Deen